# Parapleurophrycoides roseus
Parapleurophrycoides roseus is een krabbensoort uit de familie van de Pilumnidae. De wetenschappelijke naam van de soort is voor het eerst geldig gepubliceerd in 1906 door Giuseppe Nobili.
De soort werd ontdekt in  de Tuamotuarchipel.